# Song (aerolínea)
Song fue una filial de bajo costo operada y adquirida por Delta Air Lines, llegó a operar hasta 48 aeronaves Boeing 757, con configuración solo economy 
El objetivo central de la aerolínea estuvo marcado en los turistas que viajaban entre el noreste de los Estados Unidos y Florida (Estado), un mercado que esta completamente cubierto por JetBlue Airways. De igual manera operaba vuelos entre Florida y la Costa Oeste, y desde el Noreste hasta la Costa Oeste.
La flota de Song estuvo compuesta por asientos de cuero y un sistema de entretenimiento libro en cada asiento, con reproductores MP3 de selección programable, juegos de adivinanzas que podían ser utilizados inclusive en línea con otros pasajeros, GPS y televisión satelital. Song ofrecía bebidas completamente gratis, pero cobraba por comidas y licor. Las instrucciones de seguridad fueron cantadas, en vez de la lectura tradicional. Los uniformes de la tripulación estaban diseñados por Kate Spade, cócteles personalizados para la noche creados por el empresario Rande Gerber y un programa de ejercicio en vuelo diseñado por David Barton, la aerolínea creaba su propia marca en la industria, diferenciándose ampliamente de las demás. La aerolínea operó más de 200 vuelos diarios y trasladó cerca de los 10 millones de pasajeros.
Song no realiza más vuelos desde el 30 de abril de 2006. El servicio de Song pasó a ser de  Delta el 1 de mayo de 2006.
El 1 de enero de 2008, la flota de Song fue repintada con los colores de Delta Air Lines.

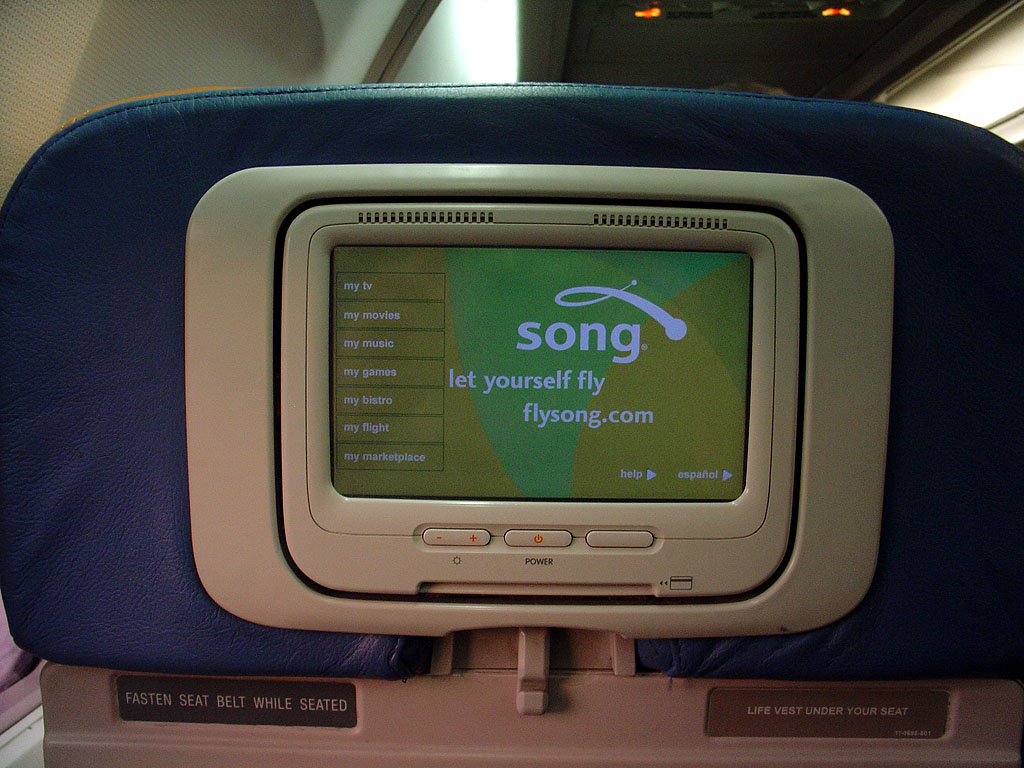
Sistema de entretenimiento a bordo.

## Historia
Antes de que Song empezara sus operaciones el 15 de abril de 2003 como una aerolínea de bajo costo de Delta, la aerolínea mantuvo una estrategia por largo tiempo que identificó el estilo conciso y profesional de la mujer como su impulso en el mercado. El objetivo de Song fue conocer no solamente las necesidades de viajar de sus clientes sino también las sociales. Partes de este proceso estratégico fue documentado en el 2004 Frontline episodio "The Persuaders". La estrategia estuvo dirigida por Andy Spade y ha sido mencionado como un ejemplo de cultura corporativa, no muy distante está el caso similar de Cosméticos Mary Kary.

## Flota

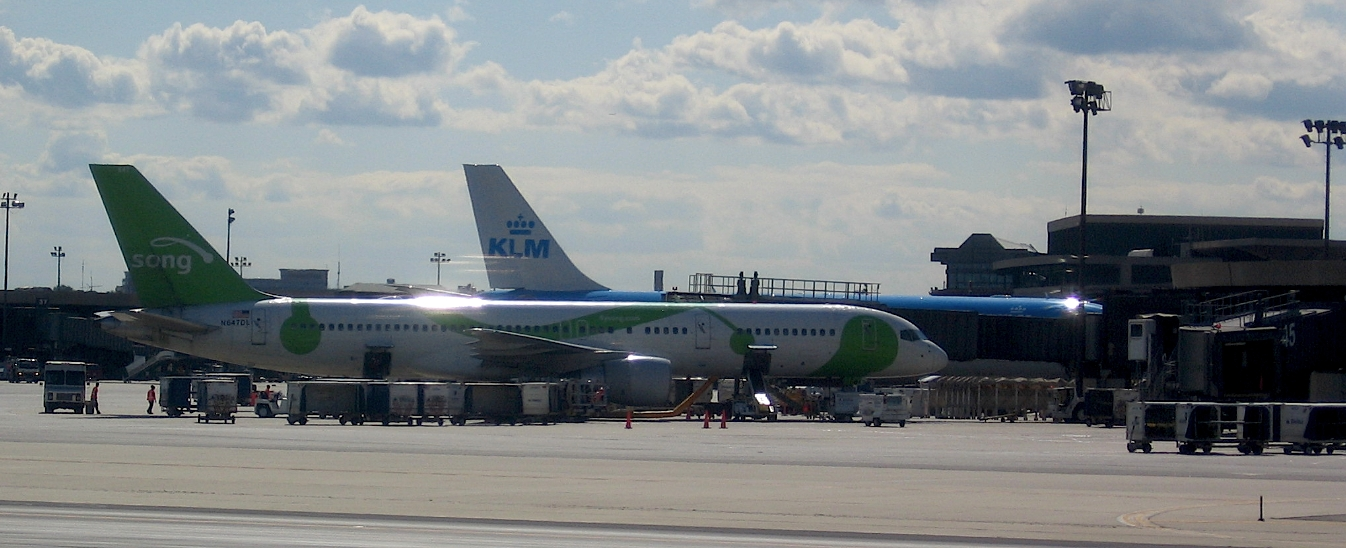
Un Boeing 757 de Song en el Aeropuerto internacional de San Francisco.

La flota de Song consistía en 48 Boeing 757. La flota de Song se destaca por su sistema de entretenimiento a bordo que ahora es usado por Delta en vuelos transcontinentales.

## Destinos
Éstos destinos fueron operados cuando Song había fusionado operaciones nuevamente en conjunto con Delta Air Lines.

### Estados Unidos
- California
  - Los Ángeles  (Aeropuerto Internacional de Los Ángeles)
  - San Francisco  (Aeropuerto Internacional de San Francisco)
- Connecticut
  - Hartford (Aeropuerto Internacional Bradley)
- Florida
  - Fort Myers (Aeropuerto Internacional de Southwest Florida)
  - Fort Lauderdale (Aeropuerto Internacional Fort Lauderdale-Hollywood)
  - Orlando (Aeropuerto Internacional de Orlando)
  - Tampa (Aeropuerto Internacional de Tampa)
  - West Palm Beach (Aeropuerto Internacional de Palm Beach)
- Massachusetts
  - Boston (Aeropuerto Internacional Logan)
- Nueva York
  - Ciudad de Nueva York
    - (Aeropuerto Internacional John F. Kennedy)
    - (Aeropuerto LaGuardia)
- Nevada
  - Las Vegas (Aeropuerto Internacional Harry Reid)
- Washington
  - Seattle (Aeropuerto Internacional de Seattle-Tacoma)

### El Caribe
- Aruba
  - Oranjestad (Aeropuerto Internacional Reina Beatrix)
- República Dominicana
  - Punta Cana (Aeropuerto Internacional de Punta Cana)
  - Santiago (Aeropuerto Internacional del Cibao)
  - Santo Domingo (Aeropuerto Internacional de Las Américas)
- Puerto Rico
  - San Juan (Aeropuerto Internacional Luis Muñoz Marín)

### Destinos
Song dejó de operar en éstos aeropuertos antes del momento de la fusión con Delta
- Las Bahamas
  - Nassau (Aeropuerto Internacional de Nassau)
- Estados Unidos
  - Georgia
    - Atlanta (Aeropuerto Internacional Hartsfield-Jackson)

  - Nueva Jersey
    - Newark (Aeropuerto Internacional Newark Liberty)

  - Virginia
    - Washington D. C. área (Aeropuerto Internacional Washington Dulles)

## Cese de Operaciones
En mayo de 2006, Song se fusionó con Delta Air Lines. Toda la flota de Boeing 757 de Song están ahora configurados en 26 sillas de Primera Clase y 158 de Clase Económica.